# Rosa Maria Bollettieri Bosinelli
Rosa Maria Bollettieri Bosinelli (1940 – Bologna, 20 marzo 2016) è stata un'anglista italiana.

## Biografia
Bollettieri Bosinelli è stata docente di inglese e direttrice della Scuola Superiore di Lingue Moderne per Interpreti e Traduttori dell’Università di Bologna, Campus di Forlì, nonché del Dipartimento di Studi Interdisciplinari su Traduzione, Lingue e Culture. Ha presieduto la International James Joyce Foundation e il Centro Diego Fabbri di studi ricerche e formazione sul teatro e i linguaggi dello spettacolo. Ha pubblicato numerosi studi in particolare su James Joyce e la traduzione multimediale.
Alla sua morte la sua vasta collezione di libri, riviste e DVD è stata donata alla Biblioteca Centrale Roberto Ruffilli dell’Università di Bologna, Campus di Forlì.

## Opere
- Bosinelli Bollettieri, R. M., & Eco, U., "Anna Livia Plurabelle di James Joyce nella traduzione di Samuel Beckett e altri. Versione italiana di James Joyce e Nino Frank", Giulio Einaudi Editore, 1996.